# André Guillon
Pour les articles homonymes, voir Guillon (homonymie).
André Guillon, né le 18 juillet 1896 à Saint-Denis-du-Pin et mort le 11 février 1992 à Saint-Jean-d'Angély, est un architecte.

## Biographie
André Guillon entreprend en 1912 des études à l'École des Travaux Publics afin d'intégrer l'administration des Ponts et Chaussées.
En 1919, il est dessinateur à la Compagnie des chemins de fer de l'Est, puis il part en apprentissage chez un architecte où il complète sa formation d'autodidacte.
Il s'installe à Saint-Jean-d'Angély en 1923, où il exerce comme architecte de la ville et de son hôpital-hospice.
En 1930, il est diplômé de la Société française des architectes, et médaillé d'argent à l'Exposition internationale de Bruxelles en 1933. Admis dans l'Ordre des architectes en 1945, il demande l'agrément au ministère de l'Éducation nationale pour la construction des bâtiments scolaires.
L'après-guerre marque une évolution dans le style de son architecture. Passionné d'aviation, son enthousiasme l'amène à construire un petit avion à bord duquel il vole. À 88 ans il décide de fabriquer un ULM qu'il ne pilotera pas car il meurt en 1992. Il demeure très lié à la ville de Saint-Jean-d'Angély, et encore aujourd'hui, on retrouve dans cette ville de nombreuses traces de son activité.

## Réalisations
Guillon est l'auteur de plusieurs salles de spectacle de la région, construites selon la mode du style Art déco des années 1920-1930. Passionné par l'automobile, l'aéronautique et le cinéma, il demeure, avec des architectes comme Roger Baleix et les frères Lucien et Maurice Martineau un des représentants majeurs de ce style dans la région Poitou-Charentes.

### Salles de spectacle

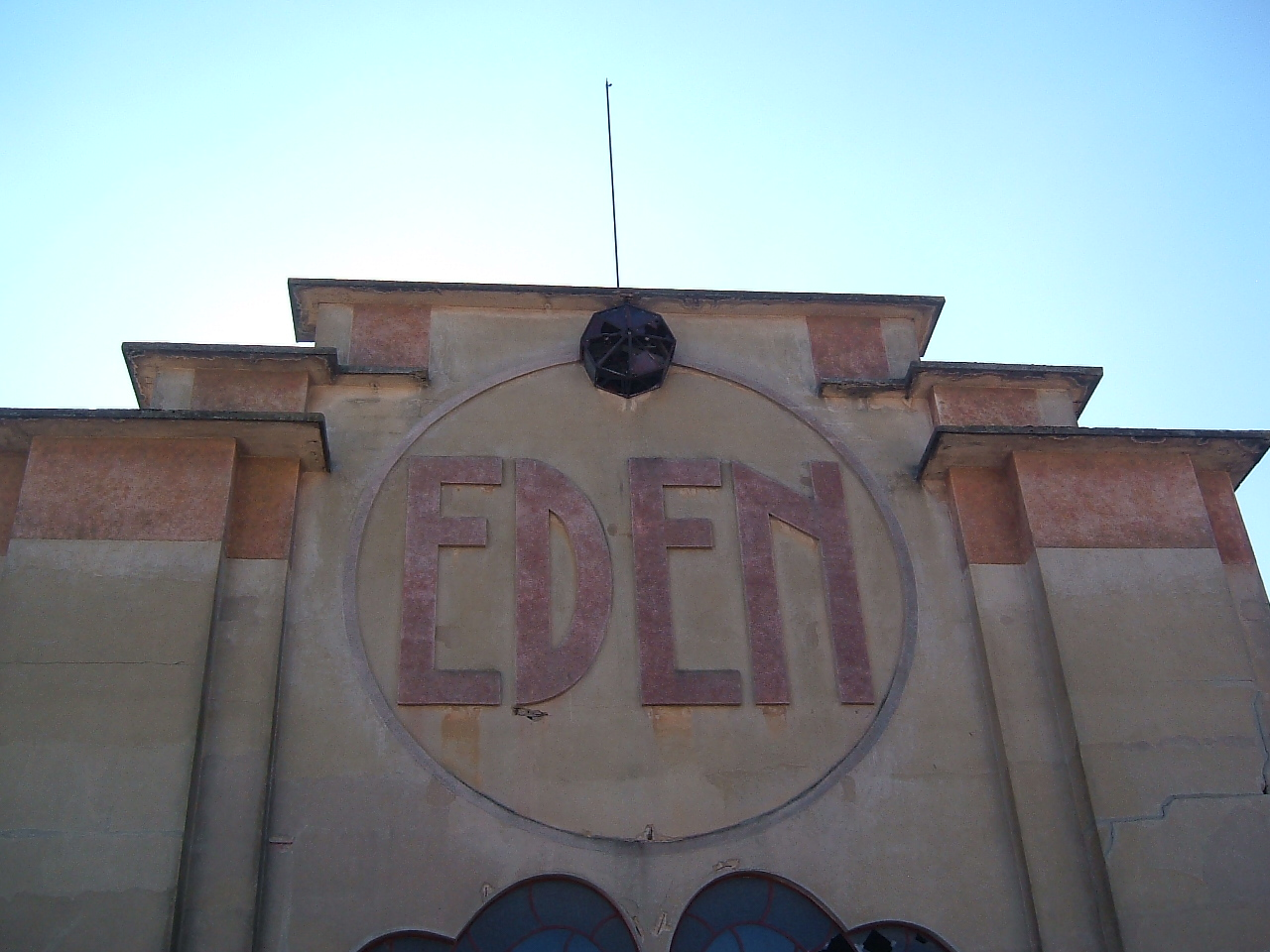
La façade de l'ancien cinéma l'Eden (1931) de Saint-Jean-d'Angély

- Cinéma "Eden" de Saint-Jean-d'Angély (1931) (voir "patrimoine" à Saint-Jean-d'Angély), détruit par un incendie le 3 mai 2014 et reconstruit en place à l'identique, d'après des nouvelles normes.
- Cinéma "Apollo" de Rochefort (1936)
- Théâtre de La Rochelle (1936)
- Cinéma "Eden" de Niort (1942)

### Architecture industrielle
- Caséineries à Asnières-la-Giraud (1930) , à Courçon et à Saint-Jean-d'Angély (1946)
- laiterie  industrielle de la Belle-Judith à Rochefort (1940)
- silo pour la minoterie à Courçon, 1953.

### Architecture civile
Nombreuse maisons de style Art déco et régionaliste à Saint-Jean-d'Angély (allées d'Aussy, rue du Gymnase…).

### Construction personnelle

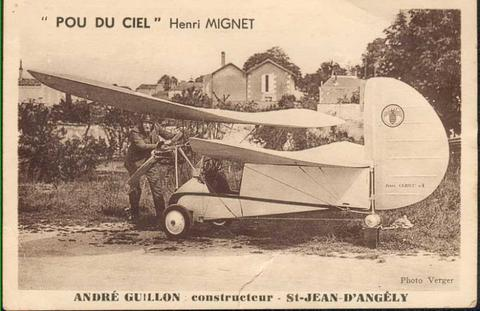
Photographie d'André Guillon et de son aéroplane Pou-du-ciel

Il a construit un aéroplane de formule Mignet (Pou-du-ciel: HM 14)